# Costa Oriental
Costa Oriental del Lago de Maracaibo är en region i landet Venezuela i staten Zulia som innefattar sju kommuner.

## Städer
Det är ett tätt bebott område med flera stora städer:
1. Cabimas
2. Ciudad Ojeda
3. Mene Grande
4. Los Puertos de Altagracia
5. Lagunillas
6. Bachaquero
7. Santa Rita
8. El Danto
9. Tía Juana
10. Sabaneta de Palmas